# Thecla adenostomatis
Thecla adenostomatis är en fjärilsart som beskrevs av Edwards 1877. Thecla adenostomatis ingår i släktet Thecla och familjen juvelvingar. Inga underarter finns listade i Catalogue of Life.